# يونكرز جومو 211
يونكرز جومو 211 محرك طائرة في-12 ألماني، وهو محرك الطائرات الرئيسي لشركة يونكرز موتورز في الحرب العالمية الثانية. كان المنافس المباشر هو محرك دايملر-بنز دي بي 601 واستمر بشكل وثيق مع تطورها. في حين أن محرك دايملر-بنز كان يستخدم في الغالب في المقاتلات ذات المحرك الواحد والمحرك المزدوج، تم استخدام محرك جومو في المقام الأول في القاذفات مثل يونكرز يو 87 ويونكرز يو 88، ووسلسلة هينيكل إتش أمثلة من هنيكل إتش إي 111 قاذفة القنابل المتوسطة. كان محرك الطيران الألماني الأكثر إنتاجًا في الحرب يما يقرب من 70،000 محرك مكتمل.

## التصميم والتطوير
تم تطوير جومو 211 على يد الدكتور فرانز جوزيف نيوجباور كخليفة للمحرك يونكرز جومو 210. كان 210 هو أول محرك طيران حديث في ألمانيا بثلاثة صمامات لكل أسطوانة، وعلبة المرافق المصبوب، والشاحن الفائق كمعيار قياسي. عندما تم تصميمه في أوائل الثلاثينيات، كانت قوته التصميمية 700 PS هي تصنيف طاقة شائع نسبيًا واستندت حوله العديد من التصاميم الألمانية قبل الحرب.
شهدت الثلاثينيات تحسنًا سريعًا في أداء الطائرات وزيادات كبيرة في الحجم. في عام 1934، حتى قبل أن يكمل جومو 210 الجديد اختبارات قبوله، أرسلت وزارة طيران الرايخ طلبًا للحصول على محرك بقوة 1,000 حصان متري (986 حصان؛ 735 كـو) جديد بوزن 500 كـغ (1,100 رطل). استجابت كل من جومو و دايملر-بنز، ومن أجل تصميم المحرك قبل محرك دايملر بنز دي بي 601 الجديد، قرر فريق جومو جعل تصميمهم الجديد مشابهًا قدر الإمكان لنموذج 210محرك، قيد الاختبار حاليًا.
تم إنشاء النموذج الأول لجومو 211 لأول مرة في مصنع جومو ديساو في عام 1935 وبدأ الاختبار في أبريل 1936.  

## النماذج
القوى وسرعات الدوران للإقلاع. 
| نوع المحرك        | السلطة في PS | السلطة في حصان | الطاقة بالكيلوواط | السلطة في دورة في الدقيقة |
| ----------------- | ------------ | -------------- | ----------------- | ------------------------- |
| أ (مبكرا)         | 1،000        | 986            | 736               | 2،200                     |
| أ (متأخر)         | 1،100        | 1،085          | 809               | 2،300                     |
| ب ، ج ، د ، ح ، ز | 1200         | 1،184          | 883               | 2400                      |
| F ، L ، M ، R     | 1،340        | 1،322          | 986               | 2600                      |
| ي                 | 1،420        | 1،401          | 1،044             | 2600                      |
| ن                 | 1،450        | 1،430          | 1،067             | 2700                      |
| ص                 | 1،500        | 1،479          | 1،103             | 2700                      |

## قائمة المراجع
- Bingham، Victor (1998). Major Piston Aero Engines of World War II. Shrewsbury, UK: Airlife Publishing. ISBN:1-84037-012-2.
- Christopher، John (2013). The Race for Hitler's X-Planes: Britain's 1945 Mission to Capture Secret Luftwaffe Technology. Stroud, UK: History Press. ISBN:978-0-7524-6457-2.
- Gunston، Bill (2006). World Encyclopedia of Aero Engines: From the Pioneers to the Present Day (ط. 5th). Stroud, UK: Sutton. ISBN:0-7509-4479-X.
- Kay، Antony (2004). Junkers Aircraft & Engines 1913–1945. London: Putnam Aeronautical Books. ISBN:0-85177-985-9.